# Banie
Banie [ˈbaɲe] (tiếng Đức: Bahn) là một ngôi làng ở hạt Gryfino, Tây Pomeranian Voivodeship, ở phía tây bắc Ba Lan. Đó là chỗ ngồi của gmina (khu hành chính) được gọi là Gmina Banie. Nó nằm khoảng 21 kilômét (13 mi) về phía đông nam của Gryfino và 36 km (22 mi) phía nam thủ đô khu vực Szczecin.
Trước năm 1945, khu vực này là một phần của Đức. Đối với lịch sử của khu vực, xem Lịch sử của Pomerania.
Ngôi làng có dân số 2.000 người.

## Hình ảnh

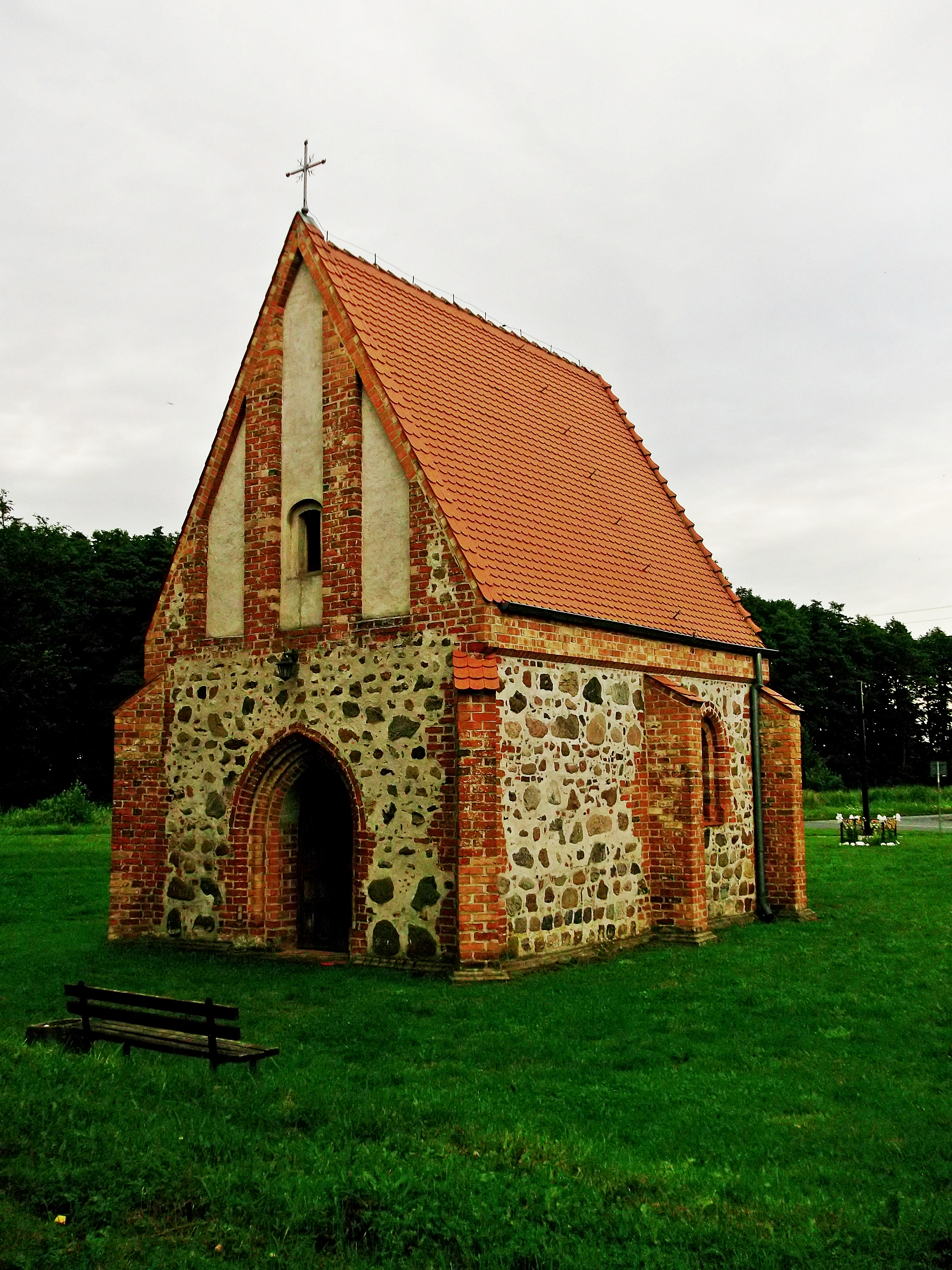
Nhà nguyện Saint George từ đầu thế kỷ 15
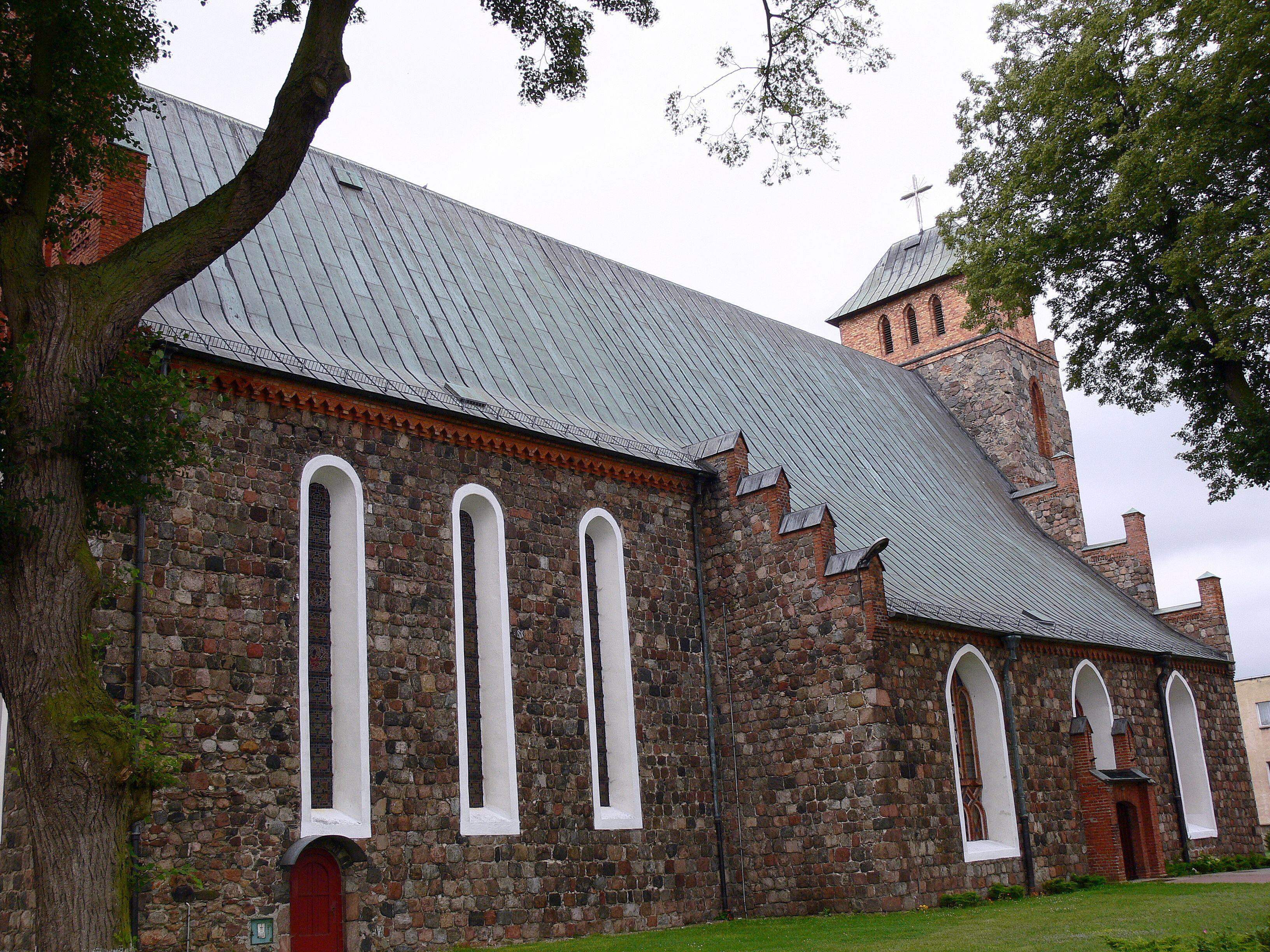
Nhà thờ chính trong làng
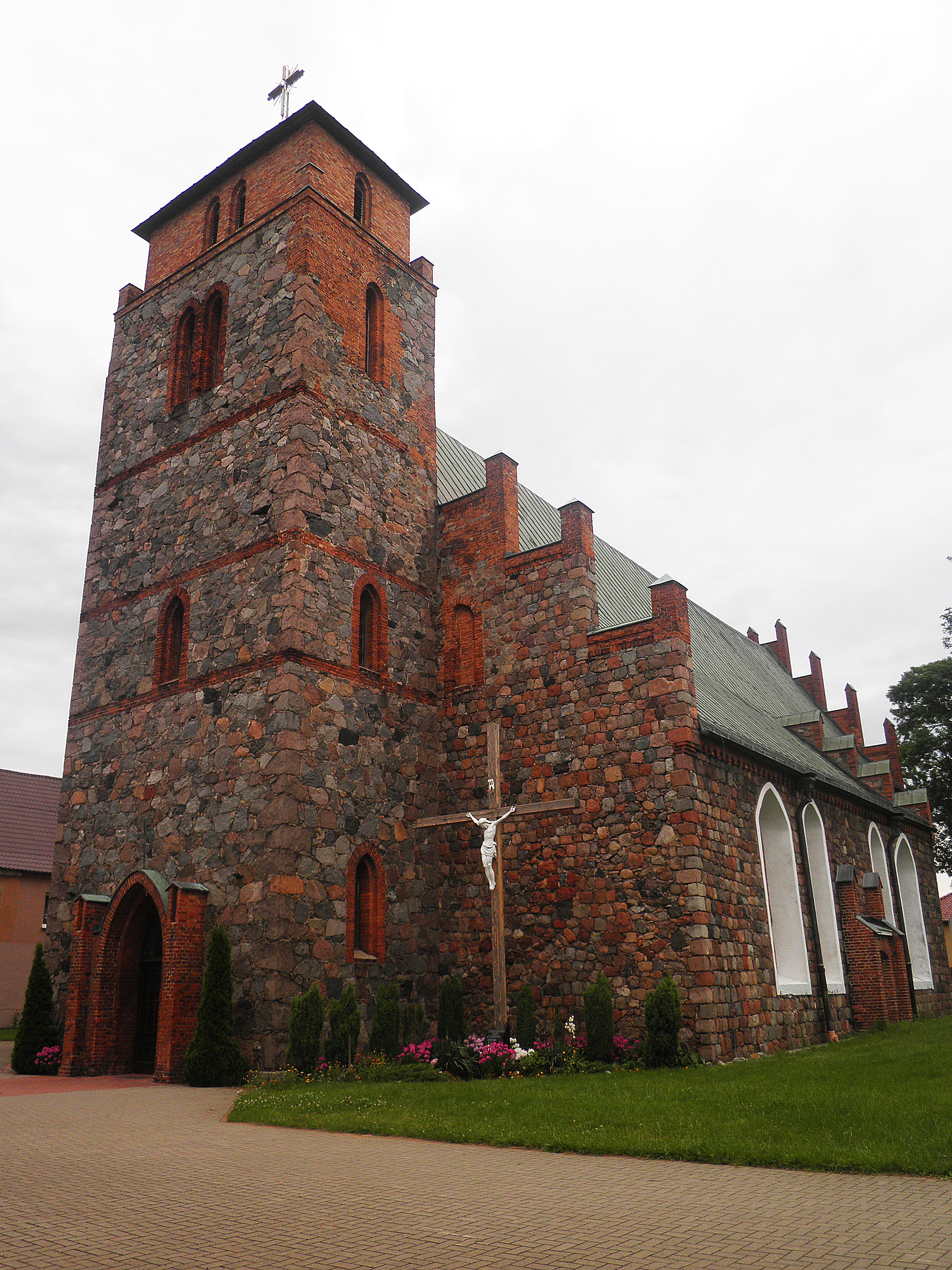
Mặt tiền của nhà thờ chính
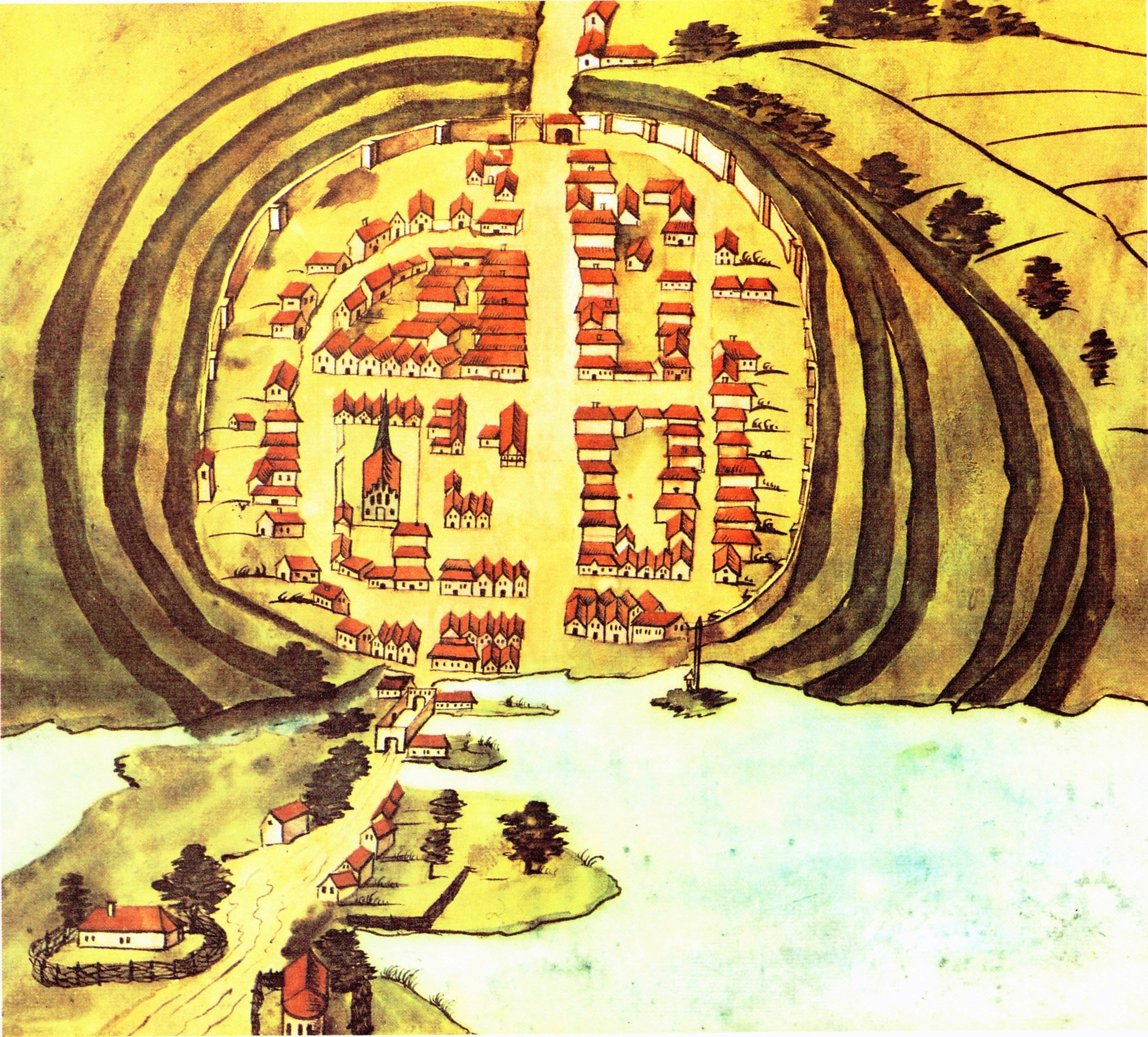
Quang cảnh của Banie vào năm 1615